# Patakallio
Patakallio är en ö i Finland. Den ligger i sjön Sarkanen och i kommunen Jockas i den ekonomiska regionen  Pieksämäki ekonomiska region  och landskapet Södra Savolax, i den södra delen av landet, 240 km nordost om huvudstaden Helsingfors. Öns area är 0,4 hektar och dess största längd är 90 meter i sydväst-nordöstlig riktning.